# Горная промышленность КНР
Горнодобывающая промышленность КНР является одной из важнейших отраслей экономики страны, обеспечивающая сырьём и энергоресурсами промышленное производство. Около четверти торговли в стране приходится на минеральное сырьё, в добывающей отрасли занято 4,6 % населения (на 2010 год). Из минеральных ресурсов наибольшее значение имеют уголь, нефть и газ, редкоземельные элементы, вольфрам. На Китай приходится более половины мировой добычи сырья для производства цемента, в первую очередь известняка.
По объёму запасов на 2020 год наиболее значимыми ископаемыми были уголь (162 млрд тонн), железная руда (11 млрд тонн), бокситы (577 млн тонн), руда цинка (31 млн тонн), руда меди (27 млн тонн), руда свинца (12 млн тонн), молибден (3,7 млн тонн), вольфрам (2,2 млн тонн), олово (0,7 млн тонн), золото (1927 тонн), природный газ (6,3 млрд м³), нефть (3,55 млрд тонн≈26 млрд баррелей).

## Уголь
Угольная промышленность в Китае является основой производства стали и 70 % электроэнергии. Запасы угля оцениваются в 162 млрд тонн, он добывается во всех провинциях, но главными центрами являются провинции Шаньси (до 50 % всех запасов), Хэйлунцзян, Ляонин, Цзилинь, Хэбэй, Шаньдун и Внутренняя Монголия. На Китай приходится около половины мировой добычи угля, за 2021 год было добыто 3,94 млрд тонны (на втором месте Индия, 767 млн тонн).
Крупнейшие компании по добыче угля: Shenhua Group, China National Coal Group, Shaanxi Coal and Chemical Industry Group, Shanxi Coking Coal Group, Datong Coal Mine Group, Jizhong Energy Group и Shandong Energy Group .

## Нефть и газ

Расположение основных нефтяных месторождений Китая

Крупнейшим месторождением нефти в Китае является Дацин на северо-востоке страны. Крупные месторождения имеются на северо-западе (Таримский нефтегазоносный бассейн, Карамай), а также в провинциях Сычуань, Шаньдун, Ляонин (Ляохэ) и Хэнань. Сланцевая нефть имеется в провинциях Ляонин и Фушунь. Морская нефтедобыча ведётся в Бохайском заливе (Бочжун, Кэньли, Луда) и других прилегающих акваториях (месторождения Вэйчжоу, Вэньчан, Луфэн). Несмотря на довольно высокий уровень добычи нефти КНР является одним из крупнейших её импортёров.
Доказанные запасы нефти в Китае на 2018 год составили 25,63 млрд баррелей (12-е место в мире). По добыче нефти Китай занимает седьмое место в мире (3,77 млн баррелей в сутки), по импорту занимает второе место (6,71 млн баррелей в сутки). Также занимает второе место как по производству, так и по потреблению нефтепродуктов (около 12 млн баррелей в сутки).
Около половины разведанных запасов природного газа находится в провинции Сычуань, также он имеется во Внутренней Монголии, Цайдаме, провинциях Шэньси, Хэбэй, Чжэцзян и Цзянсу, близ Шанхая, а также на шельфе к юго-западу от острова Хайнань. Среди крупных месторождений Шиюгоу-Дунси (Сычуань), Кламели (Джунгарский бассейн), Сулигэ (Внутренняя Монголия), Люхуа и Ячэн (Южно-Китайское море).
По доказанным запасам природного газа КНР занимает 9-е место в мире (5,44 трлн м³), по уровню добычи — 6-е место (146 млрд м³). Третье место в мире Китай занимает как по потреблению (238,6 млрд м³), так и по импорту газа (97,6 млрд м³).
Крупнейшими нефтегазовыми компаниями являются Китайская национальная нефтегазовая корпорация (PetroChina), Китайская нефтехимическая корпорация (Sinopec) и Китайская национальная шельфовая нефтяная корпорация (CNOOC).

## Руды металлов
Запасы железной руды довольно значительны, но преимущественно с низким содержанием железа. Запасы бокситов (руды алюминия) и медной руды ограничены, незначительны запасы никеля, хрома и кобальта. На Китай приходится около половины мировых запасов вольфрама, он уверенно занимает первое место по его добыче (69 тысяч тонн в 2020 году, на втором месте Вьетнам, 4,3 тысячи тонн).
На КНР приходится около 90 % мировой добычи редкоземельных элементов, их запасы оцениваются в 760 тысяч тонн. Добыча сосредоточена в провинции Цзянси и во Внутренней Монголии (Баян-Обо). Крупнейшим источником лития в КНР является озеро Чабьер-Цака.
В 2007 году Китай обошёл ЮАР, став крупнейшим производителем золота в мире и с тех пор удерживает первенство. Крупнейшей золотодобывающей компанией является China National Gold Group Corporation.

## Список основных добываемых минеральных ресурсов
Добыча минеральных ресурсов в Китае в 2021 году в соотношении с мировой добычей (металлы в пересчёте на содержание чистого металла):
- Аммиак — 39 из 150 млн тонн.
- Асбест — 120 тыс. из 1,2 млн тонн; запасы 95 млн тонн.
- Барит — 2,8 млн из 7,6 млн тонн; запасы 36 млн тонн.
- Бериллий — 70 из 260 тонн.
- Бокситы — 86 млн из 390 млн тонн; запасы 1 млрд тонн (3 % мировых).
- Бор — 380 тыс. из 1,7 млн тонн.
- Бром — 75 тыс. из 370 тыс. тонн.
- Ванадий — 73 тыс. из 110 тыс. тонн; запасы 9,5 млн тонн (40 % мировых).
- Висмут — 16 тыс. из 19 тыс. тонн.
- Волластонит — 900 тыс. из 1,2 млн тонн.
- Вольфрам — 66 тыс. из 79 тыс. тонн; запасы 1,9 млн тонн (51 % мировых).
- Галлий — 420 из 430 тонн.
- Германий — 95 из 140 тонн.
- Гипс — 13 млн из 150 млн тонн.
- Глина — 8,9 млн из 67 млн тонн.
- Гранат — 310 тыс. из 1,1 млн тонн.
- Графит — 820 тысяч из 1 млн тонн; запасы 73 млн тонн (23 % мировых).
- Диатомит — 140 тыс. из 2,3 млн; запасы 110 млн тонн.
- Железная руда — 360 млн из 2,6 млрд тонн (содержание железа 220 млн тонн); запасы 20 млрд тонн руды (6,8 млрд тонн железа, 8 % мировых).
- Золото — 370 из 3000 тонн; запасы 2000 тонн (4 % мировых).
- Известняк — 310 млн из 430 млн тонн.
- Индий — 530 из 920 тонн.
- Кадмий — 10 тыс. из 24 тыс. тонн.
- Кобальт — 2200 из 170 тысяч тонн; запасы 80 тыс. тонн (1 % мировых).
- Кремний — 6 млн из 8,5 млн тонн.
- Литий — 14 тысяч из 100 тысяч тонн; запасы 1,5 млн тонн (7 % мировых).
- Магний (MgO) — 21 млн из 30 млн тонн; запасы 1 млрд тонн (14 % мировых).
- Марганец — 1,3 млн из 20 млн тонн; запасы 54 млн тонн (4 % мировых).
- Медь — 1,8 млн из 21 млн тонн; запасы 26 млн тонн (3 % мировых).
- Молибден — 130 тыс. из 300 тыс. тонн; запасы 8,3 млн тонн (52 % мировых).
- Мышьяк — 24 тыс. тонн из 59 тыс. тонн.
- Никель — 120 тыс. из 2,7 млн тонн; запасы 2,8 млн тонн (3 % мировых).
- Олово — 91 тыс. из 300 тыс. тонн; запасы 1,1 млн тонн (22 % мировых).
- Перлит — 1,5 млн из 4,2 млн тонн.
- Поваренная соль — 64 млн из 290 млн тонн.
- Полевые шпаты — 2,6 млн из 28 млн тонн.
- Поташ — 6 млн из 46 млн тонн.
- Редкоземельные элементы — 168 тыс. из 280 тыс. тонн; запасы 44 млн тонн (37 % мировых).
- Рений — 2,5 из 59 тонн.
- Ртуть — 2000 из 2300 тонн.
- Свинец — 2 млн из 4,3 млн тонн; запасы 18 млн тонн (20 % мировых).
- Селен — 1100 из 3000 тонн; запасы 26 тыс. тонн (26 % мировых).
- Сера — 17 млн из 80 млн тонн.
- Серебро — 3400 из 24 тыс. тонн; запасы 41 тыс. тонн (8 % мировых).
- Слюда — 95 тыс. из 360 тыс. тонн.
- Стронций — 80 тыс. из 360 тыс. тонн.
- Сурьма — 60 тыс. тонн из 110 тыс. тонн; запасы 480 тыс. тонн.
- Тальк — 1,4 млн из 7 млн тонн.
- Тантал — 76 из 2100 тонн.
- Теллур — 340 из 580 тонн; запасы 6600 тонн (21 % мировых).
- Титан (TiO) — 3 млн из 9 млн тонн; запасы 230 млн тонн (31 % мировых).
- Флюорит — 5,4 млн из 8,6 млн тонн; запасы 42 млн тонн (13 % мировых).
- Фосфаты — 85 млн из 220 млн тонн; запасы 3,2 млрд тонн (5 % мировых).
- Цемент (сырьё для производства) — 2,5 млрд тонн из 4,4 млрд тонн.
- Цеолиты — 52 тыс. из 1,6 млн тонн.
- Цинк — 4,2 млн из 13 млн тонн; запасы 44 млн тонн (18 % мировых).
- Цирконий (руда) — 140 тыс. из 1,2 млн тонн.